# 1035

## Починали
- 12 ноември – Кнут Велики, крал на Дания, Англия и Норвегия